# Riotorto
Riotorto ist eine spanische Gemeinde (Concello) mit 1.179 Einwohnern (Stand: 2024) in der Provinz Lugo der Autonomen Gemeinschaft Galicien.

## Geografie
Riotorto liegt nordöstlich des Zentrums der Provinz Lugo ca. 45 Kilometer nordöstlich der Provinzhauptstadt Lugo.
Umgeben wird Riotorto von den sechs Nachbargemeinden:
| Mondoñedo   | Lourenzá                                    | Trabada     |
| A Pastoriza | Kompassrose, die auf Nachbargemeinden zeigt | A Pontenova |
|             | Meira                                       |             |

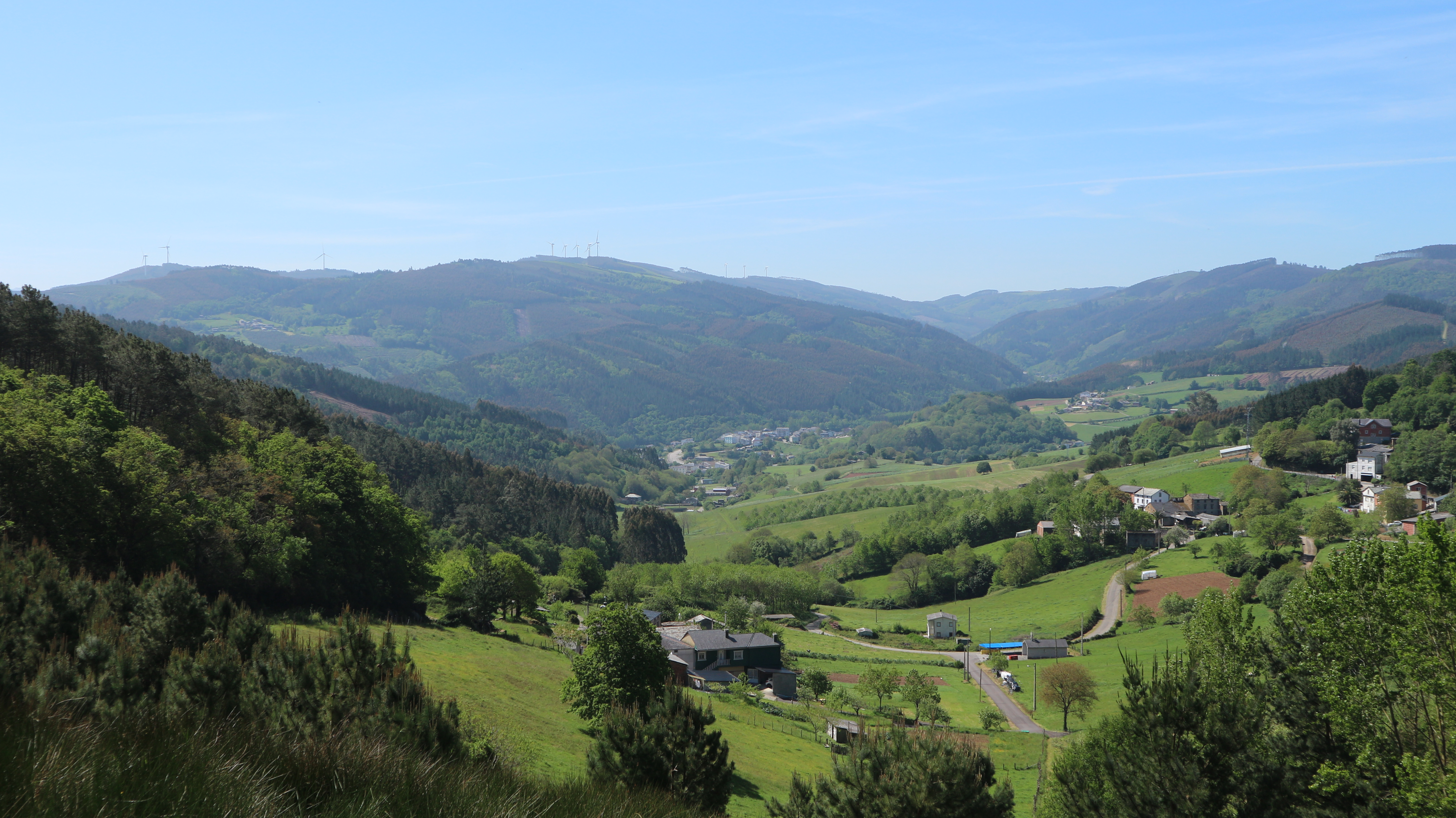

Mehrere kleine Flüsse bewässern das Gebiet der Gemeinde, die in den umliegenden Bergen entspringen, deren Gipfelhöhe über 600 m meist an den Grenzen zu den Nachbargemeinden liegen. Die Gebirgsketten Serra do Pousadoiro und Serra de Fonseca erheben sich im Osten der Gemeinde in Nord-Süd-Richtung.

## Klima
|                        | Jan | Feb  | Mär  | Apr | Mai  | Jun  | Jul  | Aug  | Sep  | Okt  | Nov | Dez  |   |      |
| Mittl. Temperatur (°C) | 6,3 | 6,3  | 8,2  | 9,7 | 12,3 | 15,5 | 17,2 | 17,6 | 16,1 | 13,2 | 8,8 | 7    | ⌀ | 11,5 |
| Mittl. Tagesmax. (°C)  | 9,5 | 10,1 | 12,5 | 14  | 16,6 | 19,9 | 21,7 | 22,3 | 20,8 | 17,3 | 12  | 10,3 | ⌀ | 15,6 |
| Mittl. Tagesmin. (°C)  | 3,5 | 2,9  | 4,4  | 5,9 | 8,3  | 11,5 | 13,3 | 13,6 | 12,2 | 9,6  | 6   | 4    | ⌀ | 8    |
|                        |     |      |      |     |      |      |      |      |      |      |     |      |   |      |
| Niederschlag (mm)      | 129 | 106  | 111  | 127 | 116  | 76   | 48   | 58   | 83   | 132  | 147 | 131  | Σ | 1264 |
|                        |     |      |      |     |      |      |      |      |      |      |     |      |   |      |
| Sonnenstunden (h/d)    | 3,6 | 4,4  | 5,6  | 6,2 | 6,8  | 7,2  | 7,0  | 7,2  | 7,0  | 5,9  | 4,0 | 4,0  | ⌀ | 5,7  |
|                        |     |      |      |     |      |      |      |      |      |      |     |      |   |      |
| Regentage (d)          | 11  | 9    | 10   | 11  | 11   | 8    | 7    | 7    | 8    | 11   | 12  | 11   | Σ | 116  |
|                        |     |      |      |     |      |      |      |      |      |      |     |      |   |      |
| Luftfeuchtigkeit (%)   | 86  | 84   | 82   | 82  | 81   | 80   | 79   | 78   | 79   | 82   | 86  | 84   | ⌀ | 81,9 |

| 3,5 |

| 2,9 |

| 4,4 |

| 5,9 |

| 8,3 |

| 11,5 |

| 13,3 |

| 13,6 |

| 12,2 |

| 9,6 |

| 6 |

| 4 |

| 3,5 |

| 2,9 |

| 4,4 |

| 5,9 |

| 8,3 |

| 11,5 |

| 13,3 |

| 13,6 |

| 12,2 |

| 9,6 |

| 6 |

| 4 |

Das Klima zeichnet sich durch mäßig warme Sommer und relativ milde Winter aus. 43 % der insgesamt hohen Niederschläge fallen in den Monaten Oktober bis Januar. Der November ist der feuchteste Monat des Winters und mehr als dreimal so niederschlagsreich wie der Juli, der trockenste Monat des Sommers. Niederschlagsmengen und Anzahl der Regentage pro Monat nehmen in den Sommermonaten Juni bis September deutlich ab. Das Klima ist als Ozeanklima (Cfb-Klima) klassifiziert. 

## Bevölkerungsentwicklung der Gemeinde
Quelle: INE-Archiv – grafische Aufarbeitung für Wikipedia
Nach einem Anwachsen der Gemeindegröße auf über 4700 Einwohner um 1900 sank die Zahl der Bevölkerung in der Folgezeit bis unter 1500.
| Männer | Alterstufe | Frauen |
| ------ | ---------- | ------ |
| 1      | 100+       | 3      |
| 3      | 95–99      | 10     |
| 15     | 90–94      | 18     |
| 23     | 85–89      | 47     |
| 35     | 80–84      | 47     |
| 47     | 75–79      | 62     |
| 58     | 70–74      | 42     |
| 40     | 65–69      | 45     |
| 43     | 60–64      | 47     |
| 51     | 55–59      | 36     |
| 54     | 50–54      | 41     |
| 53     | 45–49      | 42     |
| 39     | 40–44      | 25     |
| 31     | 35–39      | 22     |
| 25     | 30–34      | 22     |
| 21     | 25–29      | 22     |
| 22     | 20–24      | 20     |
| 15     | 15–19      | 20     |
| 10     | 10–14      | 17     |
| 10     | 5–9        | 10     |
| 11     | 0–4        | 8      |

Am 1. Januar 2021 waren ca. 51 % der Bevölkerung (58 % der Männer, 46 % der Frauen) im erwerbsfähigen Alter (20–64), während dieser Wert für ganz Spanien ca. 61 % betrug.
Eine erhebliche und fortschreitende Überalterung der Bevölkerung der Gemeinde zeigt folgende Tabelle, bei der das Verhältnis von Gruppen von älteren Personen mit Gruppen von Personen der jüngeren Generation verglichen wird:
| Alter | Anzahl Personen | Alter | Anzahl Personen | Provinz | Galicien | Spanien |
| ----- | --------------- | ----- | --------------- | ------- | -------- | ------- |
| 60–64 | 100             | 20–24 | 47              | 49      | 58       | 79      |
| 55–59 | 100             | 15–19 | 40              | 45      | 57       | 71      |
| 50–54 | 100             | 10–14 | 28              | 47      | 56       | 68      |

## Gemeindegliederung
Die Gemeinde Riotorto ist in acht Parroquias gegliedert:
| Parroquias            | Patrozinium  | Einwohner 2024 | Fläche km² | Dichte Einw./km² | Höhe msnm | Ortskennzahl |
| --------------------- | ------------ | -------------- | ---------- | ---------------- | --------- | ------------ |
| Aldurfe               | San Pedro    | 82             | 4,85       | 17               | 501       | 27054010000  |
| Espasande de Baixo    | Santa María  | 107            | 5,54       | 19               | 501       | 27054020000  |
| Ferreiravella         | San Xillao   | 73             | 4,45       | 16               | 460       | 27054030000  |
| Galegos               | Santa María  | 53             | 5,27       | 10               | 308       | 27054040000  |
| A Muxueira            | San Lourenzo | 155            | 8,99       | 17               | 486       | 27054060000  |
| A Órrea               | Santa Comba  | 76             | 13,14      | 6                | 386       | 27054070000  |
| Riotorto              | San Pedro    | 404            | 6,52       | 62               | 224       | 27054080000  |
| Santa Marta de Meilán | Santa Marta  | 250            | 17,57      | 14               | 239       | 27054050000  |

Der Hauptort der Gemeinde, As Rodrigas, befindet sich in der Parroquia Riotorto.

## Geschichte
Die fossilen Überreste, die an einigen Stätten der Gemeinde Riotorto gefunden wurden, insbesondere in Órrea, Lodás, Santa Marta de Meilán und As Rodrigas, die zur Epoche des Jura gehören, sind ein gutes Beispiel für das Alter dieser Gebiete.
Urmenschen siedelten sich in dieser Region um den Fluss Eo an und widmeten sich dem Fischfang und der Jagd in den Wäldern der Berge. Zu den vorrömischen Völkern, die diese Länder bewohnten, gehören die Albion, ein Volk, das einen Großteil des nordöstlichen Lugo bis zum Fluss Navia beherrschte.
Es gibt einige Überreste aus der Zeit der Castrokultur, aber es ist überraschender, dass in der von Castros und späteren Bergbaubetrieben geprägten Region keine zahlreicheren Beispiele dieser Kultur auftauchten, und umso mehr, wenn es sehr nahe Castros in der Nachbargemeinde A Pastoriza gibt.
Der Castro von A Coroa oder Croa stammt aus dieser Zeit. Es ist eine kleine Festung, in der trotz der Invasion der Vegetation die Überreste von Mauern und Verteidigungsanlagen erkennbar sind.
Das bemerkenswerteste Stück aus der Epoche ist das sogenannte Riotorto-Armband, das heute im Provinzmuseum von Lugo aufbewahrt wird. Es wird traditionell als Armband angesehen, da es sich so verdreht, dass es als Armschmuck passt. Sie stammt zwischen dem dritten und ersten Jahrhundert v. Chr., wiegt 111,5 Gramm und hat einen Durchmesser von 8,9 cm.
Nach der Römerzeit war das Land mit dem Sitz von Britonia verbunden. Seine Ursprünge lassen sich bis ins fünfte Jahrhundert zurückverfolgen und mit seinem Hauptort in der Nachbargemeinde Bretoña in der Gemeinde A Pastoriza. Die Sueben machten Überfälle durch das Gebiet mit ihrem Durchgang bis zum Meer und die Araber besetzten durch den Stamm der Berber die strategisch wichtigsten Orte, aber ihre Verweildauer war sehr kurz.
Im achten Jahrhundert wird sich  Bischof Odoario in dieser Landschaft ausgekannt haben, als er weite Gebiete entlang des Küstenstreifens kolonisierte. Im Mittelalter waren diese Ländereien mit dem Bistums Mondoñedo und dem Kloster Meira verbunden. Ein Teil des Gebiets der Gemeinde gehörte zu einem der Zweig des Jakobswegs, der aus Asturien kam und durch die Parroquia Órrea führte, bis er das Zisterzienserkloster von Meira erreichte.
In einem Dokument des Klosters Meira aus dem Jahr 1240, in dem der Abt Heimerico und das Kloster Meira hundert Männern die Ländereien „Vilanova de Archay y de Albare“ zur Besiedlung überließen, werden mehrere Toponyme von Riotorto an deren Grenzen erwähnt. Das Kloster Meira hatte vom 12. bis 16. Jahrhundert Besitztümer in der Gemeinde Riotorto.
Die Zusammenstöße zwischen dem Kloster Meira und dem Bischof von Mondoñedo führten dazu, dass die Ländereien der Parroquia Aldurfe geplündert, ihre Ernten zerstört und ihre Männer von den Dienern und Lehnsleuten des Bischofs von Mondoñedo verwundet werden.
Im Tal von Santa Comba da Órrea wurde im Mittelalter ein Kloster von Nonnen, vielleicht Benediktinerinnen, errichtet, das als „Kloster von Donas“ bekannt ist, neben oder in der Nähe der heutigen Pfarrkirche. Die Grenze des Klosters entsprach praktisch den Parroquias von Órrea und Galegos. Die Dorfbewohner zahlten Miete an das Kloster als Siedler und Erbpächter. Eine Eichurkunde aus dem Jahr 1431 weist auf die Existenz eines Krankenhauses hin.
Das 16. und 17. Jahrhundert waren industriell geprägt durch die Einführung von Hämmern und Schmieden und die daraus resultierende Bergbautätigkeit. Das 17. Jahrhundert war durch die Einführung des Maises in der Provinz Mondoñedo gekennzeichnet und in der ersten Hälfte des Jahrhunderts wurde im Norden des Territoriums von Lugo der Anbau von Kartoffeln eingeführt. Die Landwirtschaft des 17. Jahrhunderts war eine arme Landwirtschaft von Roggen und Rüben.
Im 18. Jahrhundert war die Landwirtschaft von Riotorto intensiver als im vorigen Jahrhundert, hatte präzisere Arbeiten und zahlreiche Hilfstätigkeiten, insbesondere im Hinblick auf Frauen, die vorübergehende Tagelöhner waren. Wichtige Aspekte in diesem Jahrhundert waren die Erbpachten und das Auftreten von Großgrundbesitzern, darunter einige Adlige.

## Wirtschaft
| Ackerbau, Viehzucht und Fischerei                                                  | 092 | 020,67 |
| Industrie                                                                          | 066 | 014,83 |
| Bauwirtschaft                                                                      | 032 | 07,19  |
| Dienstleistungsbetriebe                                                            | 255 | 057,30 |
| Total                                                                              | 445 | 100,00 |
| * Daten aus dem Statistischen Amt für Wirtschaftliche Entwicklung in Galicien, IGE |     |        |

## Verkehr
Die Gemeinde liegt fernab von Fernverkehrsstraßen. Die Provinzstraße LU-122 durchquert einen relativ kleinen Teil des Gemeindegebiets und verbindet es mit Lourenzá im Norden und mit Meira über A Pastoriza im Süden. Die Provinzstraße LU-124 führt nach Mondoñedo im Nordwesten und nach A Pontenova im Osten.